# Ремажевська Любомира Олександрівна
Ремажевська Любомира Олександрівна (нар. 15.10.1989, Львів) — українська журналістка, редакторка, відеопродюсерка.

## Життєпис
Народилася у Львові. Розпочала кар'єру журналіста у газеті «Поступ» у 2005 році. Працювала у низці львівських та київських економічних видань, зокрема, delo.ua та hromadske. Спеціалізується на економічній журналістиці, зокрема, на енергетиці та важкій промисловості. У 2019—2021 роках працювала редакторкою-аналітикинею у програмі журналістських розслідувань «Схеми. Корупція в деталях» на Радіо Свобода. Спільно із журналістами Organized Crime and Corruption Reporting Project опублікувала міжнародне розслідування про те, як Віктор Медведчук фактично за безцінь отримав два цінні нафтові активи у Росії.
З літа 2021 року по жовтень 2022 року — репортерка, відеопродюсерка та редакторка агенції журналістських розслідувань Слідство.Інфо.

## Відзнаки
Двічі дипломантка премії ділових кіл PRESSZVANIE у номінації «електроенергетика».
У 2021 році разом з журналістами Максимом Савчуком та Олександром Чорноваловим отримала найвищу відзнаку Національного конкурсу журналістських розслідувань за розслідування «Американська мрія Віктора Медведчука».